# Brassard noir dans la neige
Pour plus de détails, voir Fiche technique et Distribution.
Brassard noir dans la neige (雪の喪章, Yuki no moshō) aussi connu sous le titre Le Brassard noir de la neige est un film japonais réalisé par Kenji Misumi et sorti en 1967.

## Synopsis
Taeko a épousé Kunio, le fils unique de la famille Sayama. Leur vie conjugale se déroule sans heurts, son mari est attentionné et sa belle-mère la traite comme sa propre fille. Mais le bonheur ne dure pas longtemps, Taeko apprend que Kunio la trompe avec Sei, une servante.

## Fiche technique
- Titre : Brassard noir dans la neige[1]
- Titre alternatif : Le Brassard noir de la neige[2]
- Titre original : 雪の喪章 (Yuki no moshō?)
- Réalisation : Kenji Misumi
- Scénario : Toshio Yasumi (ja), d'après un roman de Mitsuko Mizuashi (ja)
- Photographie : Setsuo Kobayashi (ja)
- Musique : Sei Ikeno
- Décors : Tomoo Shimogawara
- Montage : Tatsuji Nakashizu
- Société de production : Daiei
- Pays de production :  Japon
- Langue originale : japonais
- Format : couleur — 2,35:1 — 35 mm — son mono
- Genres : drame, mélodrame
- Durée : 92 minutes[3] (métrage : huit bobines - 2 526 m[3])
- Dates de sortie :
  - Japon : 14 janvier 1967[3]

## Distribution
- Ayako Wakao : Taeko Sayama
- Shigeru Amachi : Guntaro Kusaka
- Toyoto Fukuda (ja) : Kunio Sayama
- Tamao Nakamura : Sei
- Mitsuko Yoshikawa : Ritsu Sayama
- Chiaki Tsukioka (ja)
- Taizō Fukami (ja)
- Yoshirō Kitahara (ja)
- Tatsuo Hanabu (ja)
- Yasuo Harumoto (ja)
- Wataru Yamakawa (ja) : Hikoichi, le fils de Taeko

## Autour du film
Brassard noir dans la neige est une adaptation d'un roman de l'écrivaine Mitsuko Mizuashi (ja), un mélodrame cotonneux et déchirant porté par Ayako Wakao.